# 독일 제2텔레비전
독일 제2 텔레비전(독일어: Zweites Deutsches Fernsehen 츠바이테스 도이체스 페른제헨[*])은 라인란트팔츠주 마인츠에 본사를 두고 있는 독일의 텔레비전 방송사이다. 이 기관은 공영으로 운영되며, 독일 3개의 주 (Bundesland) 에 의해 개국하였다. ZDF는 GEZ(Gebühreneinzugszentrale)로부터 TV 수신료와 광고 수익으로 재정 지원을 받는다. ZDF는 7시 뉴스인 "ZDF 오늘" (ZDF heute, 1963년 첫 방영) 과 엔터테인트먼트 프로그램인 "도전하시겠습니까...?" (Wetten Dass...?, 1981년 첫 방영) 로 알려져 있다.

## 역사

역대 ZDF 로고

ZDF는 1961년 서독 연방 정부의 관여를 받는 TV 채널이 반대에 부딪히자 연방 조약으로 개국하였다. 서독 헌법에 의하면 연방 주에 의해 문화와 매스컴이 규정되었었다. 1963년 4월 1일, 프랑크푸르트 암 마인 인근의 에슈보언에서 카를 홀차머 초대 회장의 연설로 ZDF가 개국하였다. 1967년 ZDF는 첫 컬러 방송을 실시하였다. 1974년, ZDF는 비스바덴에 임시로 본사를 둔 뒤 현 본사가 위치한 라인란트팔츠주의 마인츠로 본사를 옮겼다. 2002년, ZDF TV 위원에 의해 마르쿠스 셰흐터가 사장으로 당선되었다.

## 재정
2009년 1월 1일을 기점으로 독일의 라디오, TV, 기타 매스컴의 수신료는 매달 €17.98이다. 이 수신료는 ZDF가 직접 걷지 않고, ARD의 공공 영리단체인 GEZ, ARD 네트워크, 그리고 도이칠란트푼크 (Deutschlandfunk) 에 의해 걷힌다. 모든 라디오, TV, 기타 매스컴 장비 (컴퓨터, 인터넷이 가능한 휴대전화 등)를 소유한 독일의 거주자들은 수신료를 의무적으로 지불하여야 한다.

## 수신

### 안테나
ZDF는 ARD와 달리 네트워크가 아니라 한 개의 채널이므로, 지역적인 특성을 띄지 않는다. 그에 따라, 많은 신호 중계기를 이용해 지역적 구분이나 제휴사를 이용하지 않고 방송한다. 독일 통일 이전에는 ARD와 같이 시청인구 중 많은 부분을 차지하는 서독의 광범위한 지역에서 수신되기 쉬운 곳에 송신기를 설치했다. 2002년에 송신기를 아날로그에서 디지털 신호로 바꾸는 작업을 시작해 2008년 말에 모두 완료하였다. 디지털의 다중화 채널에서는 3sat, ZDF인포카날(ZDF의 뉴스 채널), KiKA(어린이 채널, ARD와 공동 운영, 주간에만 방송), ZDF쿨투어 (문화 방송), ZDF네오 (전 ZDF도쿠카날, 다큐멘터리 채널, 야간에만 방송) 그리고 아르테 등이 있다. ZDF는 송신기를 직접 운영하지 않는다. 아날로그 운영 당시, 모든 송신기는 현재 도이체 텔레콤으로 민영화 된 T-시스템 미디어 방송 도이치 분데포스트가 관리하였다. 예전의 법에 따르면 ZDF는 ARD의 송신기를 사용할 수 없었다. 그러나 1990년대 법의 개정과 디지털 방송 교체 이후 ZDF는 ARD와 도이체 텔레콤의 수신기를 사용 가능하게 되었다.

### 케이블
ZDF는 첫 케이블 시범 프로젝트를 기점으로 케이블로도 방송하였다.

### 위성
ZDF는 위성으로도 중계하며, 첫 유럽권 방송은 방송위성 아스트라 1C를 통해 1993년 8월에 베를린에서 열린 IFA (국제 방송 박람회) 기간 동안 방송했다. 같은 연대 동안 이 신기술은 ZDF가 디지털 방송을 시작하는 데 이용되었으며, 오늘날 ZDF는 아스트라 1H (동경 19.2도) 와 핫버드 6 (동경 13도)를 통해 유럽 전역에 방송할 수 있다.

## 기타 ZDF 채널

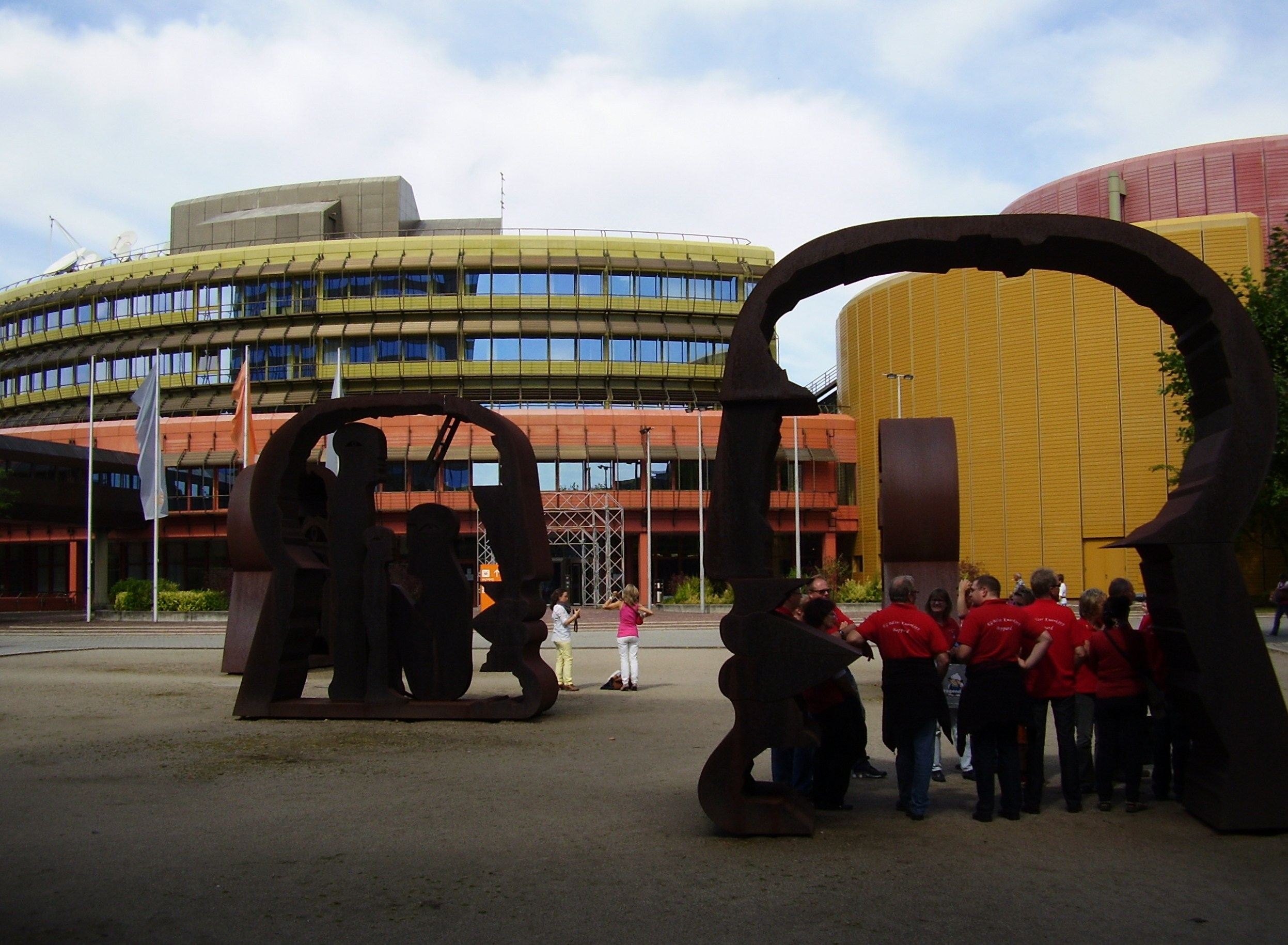
마인츠에 있는 ZDF 방송 센터

ZDF는 KiKA, 아르테, 3sat, 피닉스와 같은 방송을 다른 방송사와 네트워크 형태로 운영하고 있다. ZDF네오 (전 ZDF 도쿠카날), ZDF인포 (전 ZDF인포카날), ZDF쿨투어 (전 ZDF테아터카날. 2016년 9월 30일 종방) 그리고 ZDF HD에서 ZDF비전이 디지털 방송으로 제공된다. 현재 ZDF는 유럽 최대의 TV 네트워크 중 하나이다.
ZDF 엔터프라이즈 GmbH라는 상업 자회사가 뉴스 미디어의 중대한 활동의 증가와 국제 합작 등을 담당한다.

## 프로그램
- ZDF 모르겐마가친 : 월요일~금요일 오전 5시 30분~9시에 방송되는 독일의 아침 정보 프로그램. 1992년부터 방송을 시작하였다. 동시간대에 ARD(Das Erste)와 동시에 송출되며, 2주 간격으로 ARD 모르겐마가친과 교대로 방송을 한다.
- ZDF heute : 오후 7시에 방송되는 메인 뉴스 프로그램.
- heute-journal : 오후 9시 45분에 방송되는 심층 위주의 뉴스 프로그램.
- heute-show : 금요일 밤 10시 30분에 방영하는 시사 풍자 코미디 프로그램.
- Wetten, dass...? : 1981년부터 방송된 예능 프로그램으로 출연자들이 여러 가지 목표에 도전하는 내용의 프로그램이다. 세계의 유명 연예인들을 섭외하는 등의 높은 시청률을 자랑하는 프로그램으로 영국 등에 포맷이 수출되기도 하였다. 2014년 12월 13일에 종영하였다.
- Neujahrskonzert der Wiener Philharmoniker : 오스트리아 ORF의 공동 주관으로 매년 1월 1일 오스트리아 빈에서 열리는 빈 필하모닉 오케스트라의 신년 음악회 중계 방송.
- Die größten Musical Hits(The Greatest Musical Hits)
- Borgia (Borgia: Faith and Fear) : 중세 사극. ZDF 외에 Canal+, ORF2, 스카이 (이탈리아), 넷플릭스에서도 방송.
- Jack Holborn : 1982년부터 방송된 어드밴처 드라마로, 영국 ITV에서도 방송되고 있다.
- 세계대전 III(Der Dritte Weltkrieg) : 1998년 제작된 모큐멘터리 영화.

## 디자인
ZDF 방송사는 마스코트로 1963년 볼프 게어라흐 (Wolf Gerlach) 에 처음 그려진, "마인첼맨셴" (Mainzelmännchen, "마인츠" (Mainz) 와 "하인첼맨셴" (Heinzelmännchen)을 합성한 언어유희) 이 도입되었고, 현재 막간 광고로 자주 나온다. 1976년 그래픽 디자이너인 오틀 아이헤어에 의해 ZDF의 로고가 디자인되었다. 새 도안은 2000년 2월 리 훈트에 의해 디자인되었다.

## 같이 보기
- ADR
- 바이에른 방송 교향악단
- 슈투트가르트 남서독일 방송 교향악단
- 북독일 방송 교향악단